# José Nazar
José Salomón Nazar Ordóñez (né le 7 septembre 1953 au Honduras) est un joueur de football international hondurien qui évoluait au poste de gardien de but, avant de devenir ensuite entraîneur.

## Biographie

### Carrière de joueur

#### Carrière en sélection
José Nazar joue en équipe du Honduras entre 1973 et 1982[réf. nécessaire].
Le 12 décembre 1973, il dispute un match contre les Antilles néerlandaises entrant dans le cadre des éliminatoires du mondial 1974.
Il figure dans le groupe des sélectionnés lors de la Coupe du monde de 1982. Lors du mondial organisé en Espagne, il ne joue aucun match.

## Palmarès
Pumas UNAH
| - Championnat du Honduras : - Vice-champion : 1980 et 1984. - Coupe des champions de la CONCACAF : - Finaliste : 1980. |  | - Copa Interclubes UNCAF (1) : - Vainqueur : 1980. |